# Beat Keller (Molekularbiologe)
Beat Keller (* 14. September 1958 in Interlaken) ist ein Schweizer Molekularbiologe und Professor für Molekularbiologie von Pflanzen an der Universität Zürich. Er ist bekannt für seine Forschungsarbeiten zu Krankheitsresistenzen bei Getreiden.

## Leben
Keller studierte von 1978 bis 1982 Biologie an der Universität Basel. Seine Dissertation behandelte formbestimmende Proteine des Bakteriophagenkapsids T4: Die Rolle der Genprodukte 67 und 68. 1985 begann er ein Postdoktorandenstipendium am Biozentrum der Universität Basel. 1986 setzte er mit einem EMBO Longterm Fellowship seine Ausbildung als Molekularbiologe am Salk Institute for Biological Studies in San Diego fort, wo er in der Forschungsgruppe für Pflanzenbiologie von Christopher John Lamb arbeitete. 1989 kehrte Keller in die Schweiz zurück und gründete eine Gruppe für Pflanzenbiotechnologie an der Eidgenössischen Forschungsanstalt für Agronomie (heute Agroscope). Die Gruppe, die sich auf Getreidegenetik, Krankheitsresistenzen und molekulare Marker  spezialisierte, wurde von Keller bis 1997 geleitet. 1995 wurde er Lehrbeauftragter an der ETH Zürich und folgte 1997 einem Ruf als  Professor für Molekulare Pflanzenbiologie an der Universität Zürich. Von 1997 bis 2014 war er Direktor am Institut für Pflanzenbiologie an der Universität Zürich und von 2002 bis 2006 sowie von 2016 bis 2018 Vorsitzender des Fachbereichs Biologie. Keller war von 2000 bis 2006 Vizepräsident der Akademie der Naturwissenschaften Schweiz (SCNAT)  und ist Codirector des Forschungsprogramms «Evolution in Action». Von 2014 bis 2022 war er Mitglied des Forschungsrats des Schweizerischen Nationalfonds. Er ist Mitglied der National Academy of Agricultural Sciences, India, und wurde am 23. Juni 2015 unter der Matrikel-Nr. 7650 als Mitglied der Sektion Agrar- und Ernährungswissenschaften in die Nationale Akademie der Wissenschaften Leopoldina aufgenommen. 

## Wissenschaftlicher Beitrag
Die Forschungsarbeiten von Beat Keller beschäftigen sich mit den molekularen Grundlagen der Krankheitsresistenz in den Getreidearten Weizen, Mais, Gerste und Roggen. Dabei werden Gene charakterisiert, die für die Bildung von spezifischen Immunrezeptoren verantwortlich sind. Dazu gehörte die Isolation der ersten Resistenzgene gegen die Pilzkrankheiten und Mehltau bei Weizen und gegen Blattfleckenkrankheit in Mais. Im Jahre 2021 wurden in Weizen neuartige Resistenzgene gegen Mehltau und Braunrost identifiziert. Zudem wurde mit Lr34 ein wichtiges, quantitatives Resistenzgen isoliert, das weltweit im Weizenanbau intensiv benutzt wird und einen neuartigen Resistenzmechanismus hat. Modifizierte Resistenzgene wurden in Feldversuchen (www.protectedsite.ch) in transgenen Weizen- und Gerstenpflanzen getestet.
In komplementären Forschungsrichtungen wurden einerseits die molekularen Mechanismen der Evolution des Mehltaupathogens in der Adaption auf neue Wirtsarten identifiziert und andererseits die von Immunrezeptoren erkannten Moleküle des Pathogens charakterisiert.
Die Arbeiten am Weizengenom führten im Rahmen des International Wheat Genome Sequencing Consortium zur Erstellung der ersten Weizengenomsequenz mit hoher Qualität.

## Veröffentlichungen
- Publikationsliste Google Scholar